# Suffolk (Virginia)
Suffolk (oficialmente: City of Suffolk) es una de las 39 ciudades independientes del estado estadounidense de Virginia. En el censo de 2000 la ciudad tenía una población de 63.677 habitantes. Se ubica en la región de Hampton Roads. Es la ciudad más grande en términos de área en Virginia.

## Historia
Suffolk fue fundada por colonizadores ingleses en 1742 como una ciudad puerto en el río Nansemond. Originalmente fue llamada Constant's Warehouse en honor a John Constant. Posteriormente se cambió su nombre a Suffolk en honor al condado de Suffolk, de donde era originario William Gooch, el gobernador colonial de Virginia entre 1727 y 1749. Antes de la llegada de los europeos, la región era habitada por amerindios. Al inicio de la colonia, los indios nansemond vivían en el área. 
Durante sus inicios Suffolk sirvió como un centro de transporte para las regiones al este de la parte meridional de Hampton Roads. Antes de la Guerra de Secesión, el Seaboard and Roanoke Railroad (Ferrocarril de Seaboard y Roanoke) y el Norfolk and Petersburg Railroad (Ferrocarril de Norfolk y Petersburg) fueron construidos a través de la ciudad. 
Suffolk se convirtió en un pueblo incorporado en 1808. En 1906 adquirió su condición de ciudad independiente. En 1974, se combinó con la ciudad de Nansemond, conservando el nombre de Suffolk.

## Geografía
Suffolk se localiza a 36°44′29″N 76°36′35″O / 36.74139, -76.60972. Según la Oficina del Censo de los Estados Unidos, la ciudad tiene un área de 1.111,3 km², de los cuales 1.036,0 km² corresponde a terreno seco y 75,2 km² a agua (6,77%).

### Condados y ciudades independientes adyacentes
- Newport News (norte)
- Portsmouth (noreste)
- Chesapeake (este)
- Condado de Camden, Carolina del Norte (sureste)
- Condado de Gates, Carolina del Norte (sur)
- Condado de Southampton (oeste)
- Condado de Isle of Wight (noroeste)

### Áreas protegidas nacionales
- Great Dismal Swamp National Wildlife Refuge
- Nansemond National Wildlife Refuge

## Demografía
Según el censo de 2000, había 63.677 personas, 23.283 hogares y 17.718 familias en la ciudad. La densidad de población era 61,5 hab/km². Había 24.704 viviendas para una densidad promedio de 23,8 por kilómetro cuadrado. La demografía de la ciudad era de 53,82% blancos, 43,53% afroamericanos, 0,30% amerindios, 0,77% asiáticos, 0,02% isleños del Pacífico, 0,37% de otras razas y 1,19% de dos o más razas. 1,27% de la población era de origen hispano o latino de cualquier raza.
Se censaron 23.283 hogares, de los cuales el 36,6% tenían niños menores de 18 años, el 55,1% eran parejas casadas viviendo juntos, el 16,8% tenían una mujer como cabeza del hogar sin marido presente y el 23,9% eran hogares no familiares. El 20,2% de los hogares estaban formados por un solo miembro y el 8,1% tenían a un mayor de 65 años viviendo solo. La cantidad de miembros promedio por hogar era de 2,69 y el tamaño promedio de familia era de 3,09 miembros.
En la ciudad la población estaba distribuida en: 27,8% menores de 18 años, 7,1% entre 18 y 24, 31,1% entre 25 y 44, 22,5% entre 45 y 64 y 11,4% tenían 65 o más años. La edad media fue 36 años. Por cada 100 mujeres había 91,4 varones. Por cada 100 mujeres mayores de 18 años había 87,4 varones.
El ingreso medio para un hogar en la ciudad fue de $41.115 y el ingreso medio para una familia $47.342. Los hombres tuvieron un ingreso promedio de $35.852 contra $23.777 de las mujeres. El ingreso per cápita de la ciudad fue de $18.836. Cerca de 10,8% de las familias y 13,2% de la población estaban por debajo de la línea de pobreza, 18,2% de los cuales eran menores de 18 años y 11,2% mayores de 65.

## Ciudades hermanadas
- Oderzo (Italia)